# Globulariopsis wittebergensis
Globulariopsis wittebergensis là một loài thực vật có hoa trong họ Huyền sâm. Loài này được Compton mô tả khoa học đầu tiên năm 1931.